# Valentin Retz
 (janvier 2015).
Si vous disposez d'ouvrages ou d'articles de référence ou si vous connaissez des sites web de qualité traitant du thème abordé ici, merci de compléter l'article en donnant les références utiles à sa vérifiabilité et en les liant à la section « Notes et références ».
Valentin Retz, né à Rennes le 25 mai 1977, est un écrivain français. Il est publié depuis 2008 aux éditions Gallimard.

## Biographie
Né à Rennes en 1977, Valentin Retz effectue sa scolarité à Dinan, à l'internat des Cordeliers, un ancien couvent franciscain. Titulaire d'un Master de littérature comparée de l'Université Paris-Sorbonne, il a également obtenu une licence de théologie à l'Institut catholique de Paris. Il anime la revue littéraire Ligne de risque, aux côtés de François Meyronnis et Yannick Haenel.

## Œuvres
- Grand Art, Gallimard, coll. « L'Infini », 2008[1],[2]
- Double, Gallimard, coll. « L'Infini », 2010[3]
- Noir parfait, Gallimard, coll. « L'Infini », 2015[4],[5]
- Tout est accompli, Grasset, 2019 (coécrit avec Yannick Haenel et François Meyronnis)[6],[7]
- Une sorcellerie, Gallimard, coll. « L'Infini », 2021[8],[9],[10]

Spiritualité et ésotérisme sont fondamentaux dans les romans de Valentin Retz,, certains titres se rapportant même à des moments du Grand Œuvre alchimique. Le catholicisme, l'hermétisme et la kabbale sont aussi très présents.
L'œuvre de Valentin Retz est fondée sur le constat d'une destruction en cours : celle du monde et de la vie intérieure. L'art, la littérature, le langage sont les ressources qui permettent de révéler cette destruction, mais également de la traverser.

## Influence et références
Par sa radicalité, Valentin Retz se place dans la continuité des avant-gardes, qu’elles soient musicales, plastiques ou littéraires. Plus largement, son travail se réfère à un « panthéon » d'artistes éclectiques :  Antonin Artaud, Samuel Beckett, Jean Genet, André Breton, Thomas Bernard, Roberto Arlt, Malcolm Lowry, Alfred Jarry, Lautréamont, William Blake, Coleridge, Sade, Pascal, Rabelais, L'Arioste, Guillaume de Machaut, Dante, Chrétien de Troyes, etc.